# Idaea benubia
Idaea benubia är en fjärilsart som beskrevs av Samuel E. Cassino 1931. Idaea benubia ingår i släktet Idaea och familjen mätare. Inga underarter finns listade i Catalogue of Life.